# Daylite
Daylite — комерційна CRM-система для Mac OS X від компанії Marketcircle з Канади. Працює як у режими одного користувача, так і в клієнт-серверному режимі. В режимі з великою кількістю користувачів (до 50 робочих місць, з заяв розробника) також можливо під'єднання iOS-клієнтов: iPod Touch, iPhone, iPad, iPad mini.
Програма Daylite дозволяє об'єднати в одному місці проекти, продажі, електронну пошту, зустрічі, календарі, контакти, нотатки та т. і.. Окрім обліку об'єктів, Daylite пропонує визначати ролі, стосунки між об'єктами. Наприклад Антон Смолін порекомендував Віктора Костюка (зворотний зв'язок буде відображено так: Віктор Костюк був рекомендований Антон Смолин), або Ілля Семенов конкурент Арсенія Вольского, або Марина Сметаніна дочка Андрія Сметаніна. У схожий спосіб позначаються зв'язки між компаніями.
Також програма дозволяє створювати повторювані послідовності проходження замовлення чи проекту, pipelines. Серед корисних функцій також слід відзначити можливість створення наборів повторюваних завдань, activity sets, створення  десятків і сотень шаблонів листів для розсилок та повідомлень клієнтів, гнучке маркування об'єктів за допомоги категорій(categories), тегів(tags) та ключових слів (keywords). Завдяки такому маркуванню пізніше легко завдати фільтри та точно обрати будь-який сегмент клієнтів у базі. 

## Історія версій та нагороди
Перша версія програми вийшла на ринок у 2000 році і працювала на базі даних OpenBase SQL. У зв'язку з обмеженням бази даних CRM-система отримала досить обмежене поширення серед користувачів техніки Apple у кириличному сегменті. Щоб змусити систему працювати з українською мовою треба було зробити неочевидні операції з зміни кодування бази. 
У 2002 році версія Daylite 1.0.1 отримала нагороду Apple Design Awards в категорії Runner Up.
2010 рік. Приз Best of Show на виставці MacWorld Expo.
У 2012 році була представлена суттєво перероблена версія, Daylite 4. Ця версія програми отримала спрощений зовнішні вигляд, схожий на вбудований в macOS рідний додаток календар iCal, і тепер працює на базі даних Postgres.
У 2016 році компанія анонсувала хмарну версію системи, Daylite Cloud. Анонсовані інтеграція з онлайн-системою автоматичних послідовностей Zapier, кастомні інтеграції з Daylite API.
У 2018 році почала працювати функція push-повідомлень для macOS та iOS-пристроїв.

## Зазначені користувачами недоліки
- відсутність клієнта для Windows
- відсутність хмарної версії (починаючи з версії 6 з'явилася cloud-based версія)